# Амиан, Бони
Бони Готран Бенуа Жуниор Амиан (фр. Boni Gontran Benoit Junior Amian; род. 29 марта 2003, Ousrou, Лагюн) — ивуарийский футболист, полузащитник клуба «Хапоэль» Петах-Тиква.

## Карьера

### «Химки»

#### Аренда в «Днепр-Могилёв»
В июле 2023 года футболист присоединился к молдавскому клубу «Саксан», вместе с которым выступал в Лиге 1. В январе 2024 года присоединился к российскому клубу «Химки» и в скором времени отправился в распоряжении белорусского клуба «Днепр-Могилёв», к которому по информации источников был отдан в аренду. В феврале 2024 года официально присоединился к могилёвскому клубу на правах арендного соглашения до конца сезона. Дебютировал за клуб 15 марта 2024 года в мачте против мозырской «Славии», выйдя на поле в стартовом составе. Амиан быстро смог закрепиться в основной команде клуба, став одним из ключевых игроков, однако результативными действиями за первую половину сезона так и не смог отличиться. В конце июня 2024 года российские «Химки» решил отозвать своего футболиста из белорусского клуба ещё до конца срока арендного соглашения.

#### Аренда в «Динамо» Минск
В начале июля 2024 года на правах арендного соглашения присоединился к минскому «Динамо» до окончания сезона. Вместе с клубом отправился на квалификационные матчи Лиги чемпионов УЕФА, однако дебютировал только в квалификационном матче Лиги Европы УЕФА 8 августа 2024 года против гибралтарского клуба «Линкольн Ред Импс». Первый матч в чемпионате сыграл 12 сентября 2024 года против «Гомеля», выйдя на поле в стартовом составе. Дебютными забитыми голами за клуб отличился 28 сентября 2024 года в матче против «Ислочи», оформив дубль. Вместе с клубом отправился выступать на групповой этап Лиги конференций УЕФА, где свой дебютный матч сыграл 3 октября 2024 года против шотландского клуба «Харт оф Мидлотиан», выйдя на поле в стартовом составе. По итогу сезона вместе с клубом досрочно стал чемпионом Высшей лиги. В рамках Лиги конференций УЕФА минский клуб не смог выйти в раунд плей-офф и покинул турнир. По окончании срока арендного сезона покинул минское «Динамо», в составе которого отличился 2 забитыми голами.

#### Сезон 2024/25
В конце января 2025 года Амиан решал вопросы с документами, чтобы присоединиться к российским «Химкам». В феврале 2025 года московский клуб официально объявили о возвращении ивуарийского футболиста, который присоединился к основной команде на сборах. Дебютировал за клуб 15 марта 2025 года в матче российской Премьер-Лиги против «Ахмата», выйдя на замену на 84 минуте. На протяжении второй половины сезона полноценно закрепиться в основной команде не смог, выйдя на поле лишь в 5 матчах со скамейки запасных, в которых результативными действиями отличиться не смог. По итогу своего дебютного сезона вместе с клубом завершили чемпионат на итоговом двенадцатом месте в турнирной таблице, с разницей в 2 очка от зоны стыковых матчей за сохранение прописки. Однако в мае 2025 года Российский футбольный союз отказал в выдаче лицензии московскому клубу на участие в Премьер-лиге. В июне 2025 года стало известно, что клуб находиться на стадии реорганизации, а с футболистами ведутся переговоры о расторжении контрактов.

### «Хапоэль» Петах-Тиква
В июле 2025 года на правах свободного агента присоединился к израильскому клубу «Хапоэль» Петах-Тиква, подписав контракт до конца сезона.

## Достижения
«Динамо» Минск
- Чемпион Беларуси: 2024